# Kreuzlingen
Kreuzlingen és un municipi suís del cantó de Turgòvia. Inclou l'antic municipi de Emmishofen que fou independent fins al 1928.
Està situat a la riba sud del llac de Constança, immediatament al sud de la ciutat alemanya de Constança.